# Drosophila pseudosordidula
Drosophila pseudosordidula este o specie de muște din genul Drosophila, familia Drosophilidae, descrisă de Kaneko și Tokumitsu în anul 1964. Conform Catalogue of Life specia Drosophila pseudosordidula nu are subspecii cunoscute.